# Сярска пехотна бригада
Сярската пехотна бригада е българско военно съединение, действало в състава на българската армия в навечерието и по време на Междусъюзническата война.

## История
Сформирана е в Сер предимно от местни наборници през април 1913 г. В състава ѝ влизат 67-и и 68-и пехотен полк, 3-ти пехотен дивизион, 3-ти конен дивизион, отделение от 7-и нескорострелен артилерийски полк и други части – всичко около 8500 души.
Получава задача да охранява участъка от Сер до Кавала. През май води успешен бой с гърците при Ангиста.
След избухването на войната между съюзниците бригадата е съсредоточена в централния участък на българо-гръцкия фронт и взема участие в сраженията при Кукуш, Рупел и Кресна. Слабо обучена и слабо мотивирана, значителна част от състава ѝ отказва да се бие или дезертира още след Кукушката битка (21 юни 1913). За две седмици бойни действия, до 1 юли, числеността на бригадата намалява до 3000 войници.
Демобилизирана е през април 1913 г., а през август – няколко дни след Букурещкия мирен договор, е разформирована в Пазарджик, като съставът ѝ е преведен за формиране на 10-а сборна дивизия.